# Mazurovy chalupy
Mazurovy chalupy este o arie protejată (arie specială de conservare — SAC, sit de importanță comunitară — SCI) din Republica Cehă întinsă pe o suprafață de 11,67 ha, integral pe uscat.

## Localizare
Centrul sitului Mazurovy chalupy este situat la coordonatele 50°09′42″N 15°55′37″E / 50.161667°N 15.926944°E.

## Înființare
Situl Mazurovy chalupy a fost declarat sit de importanță comunitară în noiembrie 2009 pentru a proteja un număr necunoscut de specii din flora spontană și fauna sălbatică aflate în arealul zonei. Situl a fost protejat și ca arie specială de conservare în iulie 2012.

## Biodiversitate
Situată în ecoregiunea continentală, aria protejată conține 1 habitat natural: Pajiști cu Molinia pe soluri calcaroase, turboase sau argilos-nămoloase (Molinion caeruleae).
La baza desemnării sitului se află un număr nedeclarat de specii protejate.